# Louisa Johnson
Louisa Johnson, nota artisticamente come Louisa (Thurrock, 11 gennaio 1998), è una cantautrice britannica, la più giovane concorrente a vincere X Factor, all'età di 17 anni.

## Biografia
Louisa Johnson è nata da David Johnson e Lisa Hawkyard ed è cresciuta a Thurrock. Suo padre è un lavoratore edile e sua madre è un'istruttrice di guida.

### 2015–2016:X Factor
Nel 2015, Louisa Johnson ha sostenuto le audizioni per la dodicesima stagione di X Factor, cantando Who's Lovin' You dei Jackson 5, riscuotendo molto successo da parte dei giudici e del pubblico, passando alla fase dei bootcamp. Qui ha cantato Proud Mary con le 4th Impact, Sherilyn Hamilton-Shaw, Neneth Lyons, Jasmine Leigh Morris e Andre Batchelor e canta Lay Me Down nella seconda fase, riuscendo a passare alla fase del "six-chair challenge".
Louisa rientra così nella categoria "girls" ed ha, come giudice, secondo decisione del pubblico, Rita Ora. Passa alla fase "judges' houses", cantando And I Am Telling You I'm Not Going di Jennifer Hudson. Nella fase "judges' houses", canta Respect di Aretha Franklin davanti Rita Ora e Meghan Trainor a Los Angeles. Due settimane dopo Rita Ora la sceglie come cantante della sua categoria.
Louisa arriva in finale contro Reggie 'n' Bollie e Ché Chesterman. Il 12 dicembre 2015 duetta con Rita Ora e la sera seguente, durante la finale canta Forever Young di Bob Dylan. Il 13 dicembre 2015, vince The X Factor UK, diventando la più giovane vincitrice del programma.
Dopo aver vinto X Factor, Louisa pubblica Forever Young, come primo singolo. La canzone arriva alla posizione 9 della UK Singles Chart. Il pezzo è il singolo di debutto di un vincitore di X Factor che raggiunge la più bassa posizione nella classifica inglese.

### 2016–oggi:Tearse il primo album
A maggio del 2016, collabora con i Clean Bandit nel primo estratto del nuovo album della band, intitolato Tears. La canzone raggiunge la top 5 nel Regno Unito e si classifica in molti altri paesi europei.
Louisa Johnson pubblica il suo primo singolo So Good il 28 ottobre 2016. Il singolo raggiunge la Top 15 della UK Singles Chart e la Top 10 di quella scozzese.
Il secondo singolo estratto, Best Behaviour, viene pubblicato il 10 marzo 2017 e raggiunge la Top 25 della classifica scozzese, la posizione numero 48 della UK Singles Chart e ottiene una certificazione argento BPI. Pubblicato il suo quarto singolo, Yes, una collaborazione con il rapper americano 2 Chainz uscito a marzo 208, ha raggiunto la posizione numero 65 nel Regno Unito. Il 13 luglio 2018, ha annunciato tramite i social media di essersi separata da Syco, rivelando anche l'uscita del suo nuovo singolo all'inizio di agosto con l'eticchetta discografica Ministry of Sound.
A maggio 2017 collabora con la band AJR in una rivisitazione del loro ultimo singolo, Weak, e il 1 Giugno viene pubblicato sul canale della cantante un video della versione acustica della canzone.
Il 31 maggio 2017 viene pubblicato il nuovo singolo del cantante britannico Olly Murs, Unpredictable, che vede la collaborazione di Louisa. Successivamente viene anche pubblicato un video che vede i due cantanti impegnati in una partita di tennis e in una battaglia fra i sessi.. Il 7 giugno i due si sono esibiti nella prima performance televisiva del singolo nello show Tonight at the Palladium. La canzone ha raggiunto la Top 40 della UK Singles Chart.
L'album di debutto sarebbe dovuto arrivare prima della fine del 2017, anticipato prima da un'altra canzone inedita, tuttavia il progetto è stato poi cancellato. Negli anni successivi l'artista pubblica vari altri singoli, tra cui la collaborazione con 2 Chainz Yes, oltre a partecipare in qualità di artista ospite a vari singoli di produttori e altri interpreti. Nel 2022 collabora con Jonas Blue nel singolo Always Be There.

## Discografia

### Singoli
- 2015 – Forever Young
- 2016 – So Good
- 2017 – Best Behaviour
- 2017 – Unpredictable (con Olly Murs)
- 2018 – Yes (feat. 2 Chainz)
- 2018 – Between You and Me (con gli One Bit)
- 2019 – Here We Go Again (con i Sigma)
- 2019 – Ain't Thinkin Bout You (con i Kream e Eden Prince)
- 2020 – Like I Love Me
- 2022 – Always Be There (con Jonas Blue)

#### Collaborazioni
- 2016 – Tears (Clean Bandit feat. Louisa Johnson)
- 2017 – Weak (Stay Strong Mix) (AJR feat. Louisa Johnson)
- 2018 – With a Little Help from My Friends (come componente dei NHS Voices)
- 2018 – 999 (Mars Moniz feat. Wusu & Louisa)

## Tournée

### Come artista principale
- The X Factor Live Tour (2016)

### Come Supporto

#### 24 Hrs Tour(2017)
Tra giugno ed agosto 2016, Louisa ha supportato il cantante britannico Olly Murs nel suo tour estivo nel Regno Unito (tranne la prima data del 2 giugno).

##### The Glory Days Tour(2017)
Louisa ha supportato le Little Mix nel loro tour mondiale in un'unica data nel Regno Unito, in sostituzione della cantante britannica Ella Eyre.